# Alturas (Florida)
Alturas es un lugar designado por el censo ubicado en el condado de Polk en el estado estadounidense de Florida. En el Censo de 2010 tenía una población de 4.185 habitantes y una densidad poblacional de 26,96 personas por km².

## Geografía
Alturas se encuentra ubicado en las coordenadas 27°49′53″N 81°41′5″O / 27.83139, -81.68472. Según la Oficina del Censo de los Estados Unidos, Alturas tiene una superficie total de 155.21 km², de la cual 139.68 km² corresponden a tierra firme y (10.01%) 15.53 km² es agua.

## Demografía
Según el censo de 2010, había 4.185 personas residiendo en Alturas. La densidad de población era de 26,96 hab./km². De los 4.185 habitantes, Alturas estaba compuesto por el 87.89% blancos, el 3.63% eran afroamericanos, el 0.43% eran amerindios, el 0.38% eran asiáticos, el 0% eran isleños del Pacífico, el 5.73% eran de otras razas y el 1.94% pertenecían a dos o más razas. Del total de la población el 17.06% eran hispanos o latinos de cualquier raza.